# Теорема про дедукцію
Теоре́ма про деду́кцію (ле́ма про деду́кцію, теоре́ма деду́кції) — один із фундаментальних результатів у теорії доведення, формалізує спосіб міркування, за якого для встановлення імплікації {\displaystyle A\Rightarrow B} використовується {\displaystyle A} як необхідна умова виведення. Використовується для встановлення існування висновків і доведень без їх побудови. Вперше явно сформулював і довів 1930 року Ербран, а без доведення використовував її 1928 року. Незалежно цей принцип сформулював 1930 року Тарський. За повідомленням Тарського, він знав і застосовував цей принцип ще 1921 року.

## Формулювання для числення висловлень
1. Якщо {\displaystyle A\vdash B}, то {\displaystyle \vdash A\Rightarrow B}.
2. Якщо {\displaystyle A_{1},...,A_{m-1},A_{m}\vdash B}, то {\displaystyle A_{1},...,A_{m-1}\vdash A_{m}\Rightarrow B}.

Тут {\displaystyle A,B,A_{1},...,A_{m-1},A_{m}} — логічні формули (формальної теорії {\displaystyle L} для числення висловлень), {\displaystyle A\vdash B} означає, що формула {\displaystyle B} виводиться з формули {\displaystyle A} (в теорії {\displaystyle L}), а {\displaystyle \vdash B} означає, що формулу {\displaystyle B} доведено (є теоремою теорії {\displaystyle L}). Знак {\displaystyle A\Rightarrow B} означає логічну операцію імплікації.

## Формулювання для теорій першого порядку
Нехай {\displaystyle \Gamma } — підмножина (можливо порожня) формул деякої теорії першого порядку {\displaystyle K}, {\displaystyle A} і {\displaystyle B} — формули теорії {\displaystyle K}. Тоді, якщо існує таке виведення формули {\displaystyle B} зі множини формул {\displaystyle \Gamma \cup \{A\}}, в якому ні при якому застосуванні правила узагальнення до формул, залежних у цьому виведенні від формули {\displaystyle A}, не зв'язується жодна з вільних змінних формули {\displaystyle A}, то {\displaystyle \Gamma \vdash A\Rightarrow B}.